# Táncszvit (Bartók)
Bartók Béla Táncszvitje (Sz. 77, BB 86) Kodály Zoltán Psalmus Hungaricus és Dohnányi Ernő Ünnepi nyitány című művével egyetemben Buda, Pest és Óbuda egyesítésének félévszázados jubileuma (1923) alkalmából készült, a város felkérésére.
Békülékeny gesztus volt ez akkoriban, hiszen az ún. Tanácsköztársaság zenei direktóriumában vállalt (meglehetősen formális) tagság miatt éppen e három mestert éveken át különféle támadások érték: Kodály ellen még fegyelmi is indult.
Eredetileg a Duna menti népek népzenéjének jellegzetes motívumvilágát állította volna a táncsorozat egymás mellé, úgy, hogy köztük az összekötő elemet egy összetéveszthetetlenül magyaros melódia visszatérései alkotják. Utóbb azonban Bartók a szlovák epizódot nem tartotta elég érdekesnek – viszont komponált egy félrehallhatatlanul arabosat. 
- Tételek:

1. Moderato
2. Allegro molto
3. Allegro vivace
4. Molto tranquillo
5. Comodo
6. Finale – Allegro

## Autográf anyagok
- Vázlat a ritornell-témához (BB 82 részvázlatai között: Bartók Péter gyűjteménye: 49PS1, 48. p.)
- Particella-fogalmazvány, II. és III. tétel között egy kihagyott tétel (3 további oldalon részvázlatok a hangszereléshez) (Bartók Péter magángyájteménye: 53PS1; további részvázlatok: Budapesti Bartók Archívum: BH92, BH213, 495b).
- Autográf partitúra (dedikációs példány) (Történeti Múzeum, Budapest; fakszimile kiadása: Balassi, 1998)
- Ziegler Márta másolata Bartók javításaival (Dohnányi Ernő változtatásaival), az Universal Edition 7545 nagypartitúra elsőkiadás (1924) metszőpéldánya (Bartók Péter gyűjteménye: 53FSFC1)
- Az UE nagypartitúra elsőkiadás javított példányai:

1. Bartók példánya (ifj. Bartók Béla gyűjteménye)
2. a W.Ph.V. zsebpartitúra elsőkiadás (1925) metszőpéldánya (Wiener Stadt- und Landbibliothek MHc14299).
3. A W.Ph.V. zsebpartitúra javított példányai (Budapesti Bartók Archívum: BH91; ifj. Bartók Béla magángyűjteménye).

### Zongoraváltozat
- Autográf leírás (változtatásokkal), az UE 8397 elsőkiadás (1925) metszőpéldánya (Bartók Péter gyűjteménye: 53TPFC1)
- Az elsőkiadás javított példánya, időtartam-adatokkal és új metronómszámokkal (ifj. Bartók Béla gyűjteménye; Sándor György példánya Bartók bejegyzéseivel: másolat a Budapesti Bartók Archívumban)